# Escola Estadual Francisco Glicério

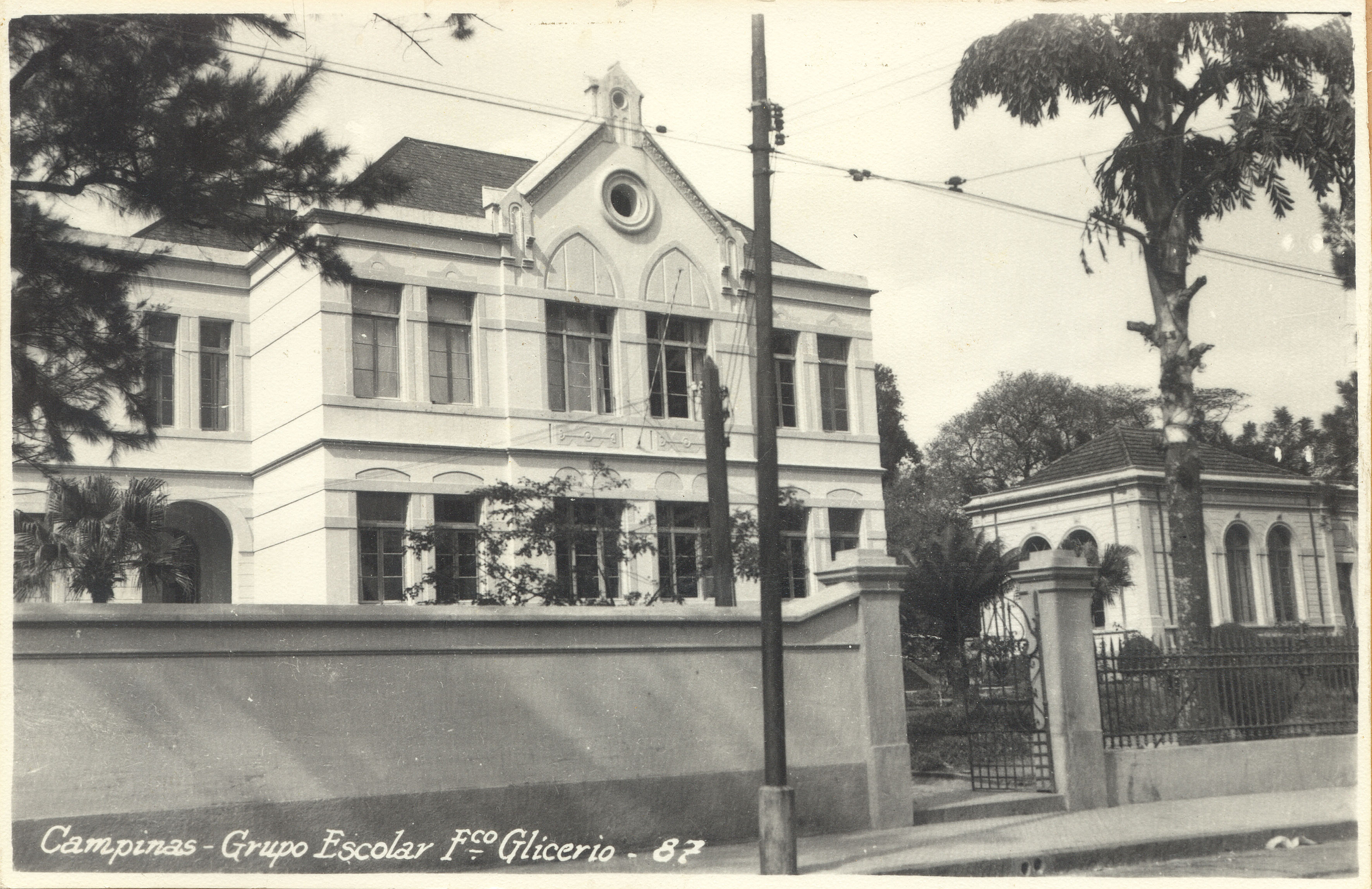
Escola Estadual Francisco Glicério

A atual Escola Estadual Francisco Glicério foi fundada em 1897, casa do “Primeiro Grupo Escolar de Campinas”. Foi uma ação importante e simbólica no qual a educação pública passava a assumir um lugar fundamental na estrutura da recém criada República Brasileira.  
Em 1917 a escola passou a ser chamada de “Grupo Escolar Francisco Glicério”, em homenagem ao campineiro Francisco Glicério Cerqueira Leite, que havia falecido no ano anterior.
Francisco Glicério foi tipógrafo, professor primário e escrevente de cartório e advogado. Foi também um importante Republicano e abolicionista e esteve envolvido na jornada da Proclamação da República em 15 de novembro de 1889. Foi responsável pela propaganda do Partido Republicano no Estado de São Paulo.

## Arquitetura da escola
O prédio foi projetado em estilo eclético com elementos neorrenascentistas e neogóticos. Ele também se constituiu num marco inicial dos projetos escolares de Ramos de Azevedo e  serviu de base para os primeiros edifícios dos grupos escolares do Estado de São Paulo. 
Nas origens do projeto, era possível encontrar determinação expressa pelo decreto 248 de 26/julho/1894: 
- Os alunos seriam divididos em 4 classes para cada série (correspondente aos 1º, 2º, 3º e 4º anos do curso preliminar);
- Haveriam 4 salas de aula no andar térreo (para o sexo feminino) e 4 salas no andar superior (para o sexo masculino);
- Acesso por duas escadas laterais que terminavam num corredor de distribuição para as salas, todos no corpo principal do prédio;
- Em anexo ao edifício, duas pequenas construções seriam destinadas aos trabalhos administrativos.

Sua organização espacial definia-se por “preceitos e recomendações de higiene, insolação e ventilação previstos na cultura arquitetônica que vinha se firmando desde o século XIX”, ganhando forma um programa pedagógico que em pouco tempo se traduziria em “projetos arquitetônicos padronizados que se repetiam com pouca ou nenhuma variação em mais de um município”. 
Em 1994 o prédio foi restaurado e tombado pelo Conselho de Defesa do Patrimônio Cultural de Campinas, o CONDEPACC. 